# Игор Вујачић
Игор Вујачић (Подгорица, 8. август 1994) црногорски је фудбалер, који тренутно наступа за Рубин из Казања.

## Каријера
Вујачић је играо у млађим категоријама Зете а за први тим овог клуба је дебитовао у сезони 2011/12. Након одиграна 22 првенствена меча за Зету, Вујачић је у зимском прелазном року сезоне 2012/13. потписао четворогодишњи уговор са Војводином. У дресу новосадског клуба је одиграо само две првенствене утакмице током другог дела сезоне 2012/13. Следи повратак у Црну Гору, прво у дресу Могрена да би се у зимском прелазном року сезоне 2014/15. вратио у Зету. Постао је стандардан у тиму из Голубоваца и стигао до капитенске траке. У свом другом мандату у екипи Зете одиграо је 133 првенствене утакмице на којима је постигао девет голова. У јуну 2019. године потписао је уговор са Партизаном. Провео је у Партизану наредне три и по године и током тог периода наступио је на 129 утакмица и постигао 11 голова. У јулу 2023. године потписао је трогодишњи уговор са Рубином из Казања.
Вујачић је био члан млађих репрезентативних селекција Црне Горе. За сениорски тим Црне Горе је дебитовао 7. јуна 2019. године у квалификационој утакмици за ЕП 2020. против Косова.

## Статистика

### Клупска
Ажурирано 28. маја 2023.
| Клуб         | Сезона    | Лига                | Лига | Лига | Национални куп | Национални куп | Европа | Европа | Остало | Остало | Укупно | Укупно |
| Клуб         | Сезона    | Дивизија            |      | Гол  |                | Гол            |        | Гол    |        | Гол    |        | Гол    |
| ------------ | --------- | ------------------- | ---- | ---- | -------------- | -------------- | ------ | ------ | ------ | ------ | ------ | ------ |
|              |           |                     |      |      |                |                |        |        |        |        |        |        |
| Зета         | 2011/12.  | Прва лига Црне Горе | 12   | 1    | 1              | 0              | —      | —      | —      | —      | 13     | 1      |
| Зета         | 2012/13.  | Прва лига Црне Горе | 10   | 0    | —              | —              | 6      | 1      | —      | —      | 16     | 1      |
|              |           |                     |      |      |                |                |        |        |        |        |        |        |
| Војводина    | 2012/13.  | Суперлига Србије    | 2    | 0    | 0              | 0              | —      | —      | —      | —      | 2      | 0      |
| Војводина    | 2013/14.  | Суперлига Србије    | 0    | 0    | 0              | 0              | 0      | 0      | —      | —      | 0      | 0      |
| Војводина    | Укупно    | Укупно              | 2    | 0    | 0              | 0              | 0      | 0      | —      | —      | 2      | 0      |
|              |           |                     |      |      |                |                |        |        |        |        |        |        |
| Виђев Лођ II | 2013/14.° | Четврта лига Пољске | 8    | 1    | —              | —              | —      | —      | —      | —      | 8      | 1      |
|              |           |                     |      |      |                |                |        |        |        |        |        |        |
| Могрен       | 2014/15.  | Прва лига Црне Горе | 12   | 0    | —              | —              | —      | —      | —      | —      | 12     | 0      |
|              |           |                     |      |      |                |                |        |        |        |        |        |        |
| Зета         | 2014/15.  | Прва лига Црне Горе | 14   | 2    | —              | —              | —      | —      | —      | —      | 14     | 2      |
| Зета         | 2015/16.  | Прва лига Црне Горе | 26   | 0    | 3              | 0              | —      | —      | —      | —      | 29     | 0      |
| Зета         | 2016/17.  | Прва лига Црне Горе | 28   | 1    | 3              | 0              | —      | —      | —      | —      | 31     | 1      |
| Зета         | 2017/18.  | Прва лига Црне Горе | 33   | 5    | 0              | 0              | 2      | 0      | —      | —      | 35     | 5      |
| Зета         | 2018/19.  | Прва лига Црне Горе | 32   | 1    | 2              | 0              | —      | —      | —      | —      | 34     | 1      |
| Зета         | Укупно    | Укупно              | 155  | 10   | 9              | 0              | 8      | 1      | —      | —      | 172    | 11     |
|              |           |                     |      |      |                |                |        |        |        |        |        |        |
| Партизан     | 2019/20.  | Суперлига Србије    | 8    | 0    | 1              | 0              | 3      | 0      | —      | —      | 12     | 0      |
| Партизан     | 2020/21.  | Суперлига Србије    | 22   | 4    | 4              | 1              | 0      | 0      | —      | —      | 26     | 5      |
| Партизан     | 2021/22.  | Суперлига Србије    | 31   | 3    | 2              | 0              | 14     | 1      | —      | —      | 47     | 4      |
| Партизан     | 2022/23.  | Суперлига Србије    | 33   | 2    | 0              | 0              | 11     | 0      | —      | —      | 44     | 2      |
| Партизан     | Укупно    | Укупно              | 94   | 9    | 7              | 1              | 28     | 1      | —      | —      | 129    | 11     |
|              |           |                     |      |      |                |                |        |        |        |        |        |        |
| Каријера     | Каријера  | Каријера            | 271  | 20   | 16             | 1              | 36     | 2      | —      | —      | 323    | 23     |
|              |           |                     |      |      |                |                |        |        |        |        |        |        |

1. 1 2 3  Све утакмице одигране су у оквиру квалификација за Лигу Европе.[13]
2. ↑  Укључује све сезоне у којима је наступао за клуб.[4]
3. ↑  Све утакмице одигране су у оквиру Лиге конференције.[13]
4. ↑  Укључује двомеч треће кола квалификација за Лигу Европе, плеф-оф и групну фазу Лиге конференције.[13]

### Репрезентативна
Ажурирано 28. маја 2023.
| Црна Гора | Црна Гора | Црна Гора |
| Године    | Наступа   | Голова    |
| --------- | --------- | --------- |
| 2019.     | 3         | 0         |
| 2020.     | 5         | 0         |
| 2021.     | 9         | 0         |
| 2022.     | 8         | 0         |
| 2023.     | 2         | 0         |
| Укупно    | 27        | 0         |